# Bronisława Neufeld
Bronisława Neufeld, także Bronisława Neufeldówna (ur. 1857, zm. 16 lutego 1931 w Warszawie) – polska dziennikarka, publicystka, pisarka, dramatopisarka i tłumaczka literatury.

## Życiorys

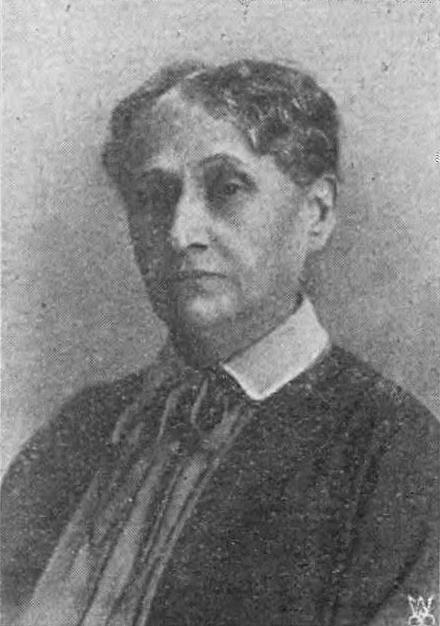
Bronisława Neufeldówna w starszym wieku

Urodziła się w 1857. Była córką Karola i Cecylii z domu Neumark. Miała siostrę.
Od 1882 była dziennikarką pisma „Nowiny”, redagowanego przez Bolesława Prusa. Po zamknięciu tego czasopisma od 1883 przez 23 lata pracowała w „Gazecie Polskiej”, gdzie wykonywała tłumaczenia utworów z języków obcych oraz odpowiadała za kronikę zagraniczną. Te same obowiązki pełniła w pismach „Kurier Codzienny”, „Kurier Warszawski”, „Gazeta Handlowa”, „Nowa Gazeta”, „Ludzkość”. W czasopiśmie „Prawda” odpowiadała za sprawozdania z życia muzycznego, a w „Tygodniku Ilustrowanym” referowała kronikę literacką.
Współpracowała także z wieloma innymi polskimi czasopismami, m.in. „Kurierem Polskim”. Była członkiem zarządu Towarzystwa Literatów i Dziennikarzy Polskich, członkiem Kasy Literackiej, Syndykatu Dziennikarzy Polskich, Związku Zawodowego Literatów Polskich, PEN Clubu.
Na początku 1907 obchodziła jubileusz 25-lecia pracy dziennikarskiej. Średnio dziennie pisała ok. 200 wierszy redakcyjnych, co oznacza że do tego czasu wykonała około 250 tomów po 7200 wierszy. Była autorką przekładów ponad 120 powieści oraz utworów scenicznych dla teatrów. Jej przekłady zdobyły spore uznanie. Znała biegle kilka języków obcych. 
Była tłumaczką literatury angielskiej, francuskiej, niemieckiej, włoskiej, norweskiej, m.in. powieści detektywistycznych Arthura Conana Doyle’a o przygodach Sherlocka Holmesa.
Została odznaczona Krzyżem Oficerskim Orderu Odrodzenia Polski.
Zmarła 16 lutego 1931 w Warszawie. Została pochowana na cmentarzu Powązkowskim w Warszawie 19 lutego 1931. W mowie pogrzebowej adwokat Józef Śliwowski podkreślił, iż Bronisława Neufeld w swoim czasie była pierwszą kobietą, która rozpoczęła pracę na niwie dziennikarskiej. Została też określona mianem pierwszej polskiej dziennikarki oraz nestorki dziennikarstwa polskiego.

## Przekłady
z języka niderlandzkiego
- Multatuli: Maks Havelaar (1903)

z języka angielskiego
- Arthur Conan Doyle: Czerwonym szlakiem (1903), Pies Baskerville'ów (1903), Znak czterech (1908)
- Edith Wharton: Świat zabawy (1908)

z języka norweskiego
- Bjørnstjerne Bjørnson: Mary (1906)

z języka francuskiego
- Théophile Gautier: Romans mumii (1924)